# Басілан
Басілан (чав. Provincia de Basilan; філ. Lalawigan ng Basilan) — острівна провінція Філіппін в Автономному регіоні у Мусульманському Мінданао, розташована на однойменному острові в складі Філіппінського архіпелагу. Острів Басілан є найбільшим і найпівнічнішим з великих островів архіпелага Сулу. Столиця провінції — місто Ісабела.
Басілан є домом для трьох основних етнічних груп: якани, сулу та замбоанго. Перші дві — переважно мусульмани, третя — християни. Є також ряд дрібніших етнічних груп. Хоча офіційною мовою є англійська, широко вживаною є також чавакано.